# Иван Белић
Иван Белић (1887 — 1968) био је српски архитекта. Он је реализовао бројне архитектонске пројекте у Краљевини Југославији од 1921. до 1940. године. Био је члан Удружења југословенских инжењера и архитеката.

## Живот и каријера
Након дипломирања на Архитектонском одсеку Техничког факултета Универзитета у Београду 1912. године, радио је у катастарском одељењу Београдске општине (у Техничкој управи Секције за ревизију регулације), све до избијања Првог светског рата.
По завршетку Великог рата од 1921. до 1940. године, као овлашћени пројектант Краљевине Југославије, са бироом у Далматинској 9, а потом и у 6 сопственој згради у Господар Јовановој 42а, Иван Белић је радио на реализацији бројних пројекте.
Био је и редовни члан Удружења југословенских инжењера и архитеката, као и утицајног локалног Клуба архитеката. 

## Дело
За приватне инвеститоре, Белић је пројектовао углавном угаоне и приземне објекте, а у стилу академизма и умереног модернизма, бавио се претежно:
- извођењем туђих пројеката,
- надзором (Јадранско-подунавске банке, 1922 — 1925. године),
- преправкама и дозиђивањима, многих објеката.

Већина његових ауторских дела, којих је било око четрдесетак, није сачувана (попут куће Жанке Стокић на Сењаку из 1927, срушене око 1960), а ни историографски проучене, изузев карабињерске „Палацине“ (1932) у комплексу италијанске амбасаде. и палате „Реуниона”.

## Признања
У знак признања за његов допринос у архитектури Београда београдске улица која почиње од улице Владимира Погачића, и иде кп 4497/1 и завршава се у кп 4497/5 у КО Нови Београд, носи његово име.